# Chika Sakamoto
Chika Sakamoto, född 17 augusti 1959 i Tokyo, Japan, är en japansk skådespelare. 
Sakamoto spelade bland annat den lilla flickan Mei i Min granne Totoro.